# Gabriela Szabó
Denna artikel handlar om en rumänsk medeldistanslöpare; för den ungerska bordtennisspelaren se Gabriella Szabó
Gabriela Szabó, född 14 november 1975, är en rumänsk fil.dr i idrott och före detta friidrottare (medel- och långdistanslöpare). Mellan mars 2014 och december 2015 var hon Rumäniens ungdoms- och idrottsminister.
Szabó blev guldmedaljör vid OS 2000 på 5 000 meter och har även tre gånger vunnit VM-guld. Szabó är även regerande europarekordhållare på 3 000 meter. 1999 blev Gabriela Szabó jackpottvinnare i IAAF Golden League. I maj 2005 meddelade Szabó att hon slutade tävla på elitnivå.

## Personliga rekord
- 1 500 meter - 3.56,97
- 1 mile - 4.19,30
- 3 000 meter - 8.21,42 (europarekord)
- 5 000 meter - 14.31,48